# Tillandsia alfredo-lauii
Tillandsia alfredo-lauii är en gräsväxtart som beskrevs av Werner Rauh och C.O.Lehm. Tillandsia alfredo-lauii ingår i släktet Tillandsia och familjen Bromeliaceae. Inga underarter finns listade i Catalogue of Life.